# Puzzle (groupe)
Pour les articles homonymes, voir Puzzle (homonymie).
Puzzle est un groupe de hip-hop français. Formé en 1998, il se compose initialement de quatre membres : Resha, Ben, Zedoo et Tony. Le groupe se sépare aux alentours de 2008. Ben sort "Suicide Commercial" 2009 avant de se consacrer à une carrière en dehors du rap.

## Biographie
Le groupe débute avec plusieurs mixtapes et avec la compilation Hip Hop Vibes 1, puis le morceau On perd not'vie à la gagner sur l'album Opération Freestyle de Cut Killer. En 1998, Puzzle part en tournée aux côtés de Cut Killer. C'est en 1999 qu'ils sortent leur premier album éponyme, intitulé Puzzle, composé de dix chansons. Cet album alterne les thèmes légers comme J'vais changer et plus sérieux comme Échange de bons procédés. L'album fait participer le producteur Logilo. Puzzle est d'ailleurs élu meilleure autoproduction Fnac de l’année 2000. En 2002, à la suite du premier tour de l'élection présidentielle française, qui voit arriver en seconde position Jean-Marie Le Pen, ils participent avec plusieurs autres rappeurs français à la chanson Hip Hop citoyen qui dénonce le résultat de ce premier tour, tout en faisant également leur autocritique.
Puzzle ne parvient pas à trouver le succès escompté dans un univers où le rap est « basané ». Le Vrai Ben explique : « Je me suis souvent senti très incompris. On était blancs, donc à part, ce que d’autres groupes comme Svinkels ou TTC ont compris en se cherchant un créneau. Nous, on ne s’est jamais posé la question, on faisait juste du hip-hop. Ce refus d’admettre qu’on devait faire un choix a fait notre force auprès du public, mais c’est ce qui nous a perdus commercialement. »
Après six ans de silence, en 2006, Puzzle publie son deuxième album, intitulé Viens m'chercher,.
Aux alentours de 2008, le groupe se sépare.
En 2009, Ben, sous le nom de scène Le Vrai Ben, fait carrière en solo pour publier en 2009 un album numérique intitulé Suicide commercial aux côtés du producteur Logilo. Il abandonne par la suite le rap pour publier trois albums sous son vrai nom: Benjamin Paulin.

## Discographie
- 1999 : Puzzle
- 2006 : Viens m'chercher